# Esquadrão Relâmpago Changeman
Dengeki Sentai Changeman (電撃戦隊チェンジマン, Dengeki Sentai Chenjiman) traduzido e lançado no Brasil como Esquadrão Relâmpago Changeman é uma série de televisão japonesa do gênero tokusatsu, parte da franquia dos Super Sentais. Produzida pela Toei Company, foi originalmente exibida pela TV Asahi entre 2 de fevereiro de 1985 e 22 de fevereiro de 1986, sucedendo Bioman e antecedendo Flashman. Com 55 episódios, é a segunda série mais longa da franquia Super Sentai, atrás apenas de Himitsu Sentai Goranger, com 84 (mas que não era contado como parte da franquia até 1995).
Fez grande sucesso em seu país de origem e marcou a história do tokusatsu no Brasil quando foi exibido pela Rede Manchete entre 1988 até meados de 1994, e a partir do mesmo ano pela Rede Record e mais tarde pela CNT. A série completa foi lançada em VHS pela TV Manchete. Também foi exibida pela Rede Brasil. A série voltou a fazer sua reestreia na TV Diário no lugar de Flashman.
Em 2015, a Sato Company conseguiu os direitos de exibição dos Tokusatsus da Toei para serem exibidos via streaming, através do Prime Video, serviço da Amazon, junto com outras séries exibidas no Brasil, além da inédita GARO.
Em 23 de março de 2020, Changeman volta para a tv aberta através da Bandeirantes, sendo exibido 2 episódios todo domingo às 10:30, dentro do bloco Mundo Animado. O tokusatsu encerrou sua exibição no dia 13/8/2020 nos episódios finais de Jiraiya sem passar os últimos 5 episódios finais na Band.

## Sinopse
Prevendo uma possível e iminente invasão de Gôzma ao planeta Terra, o Sargento Ibuki, com a organização Defensores da Terra, reuniu um exército de recrutas e os treina arduamente na esperança de que cinco deles sejam banhados pela lendária Força Terrena (Earth Force), energia gerada pela Terra em momentos que o planeta corre enorme perigo. Quando as tropas de Gôzma surgem e começam a invasão durante um desses treinamentos, atacam os recrutas ,e cinco deles durante a luta são finalmente banhados por uma poderosa e misteriosa energia: os poderes dos cinco animais lendários, dragão, grifo, pégaso, sereia e fênix, transformando-os instantaneamente em Changeman. Passado a batalha, Ibuki os leva para a base secreta dos Defensores da Terra e revela que já sabia com antecedência da invasão à Terra, e que todo aquele treinamento era para fortalecer ao máximo o corpo de cada um para assim conseguir com que cinco deles recebessem a Força Terrena e se tornassem o Esquadrão Relâmpago Changeman.

## Personagens

### Changeman
| Ator / Atriz      | Personagem     | Denominação    | Vozes Brasileiras           |
| ----------------- | -------------- | -------------- | --------------------------- |
| Haruki Hamada     | Hiryuu Tsurugi | Change Dragon  | Paulo Ivo e Ricardo Medrado |
| Kazuoki Takahashi | Shou Hayate    | Change Griffon | Carlos Takeshi              |
| Shiro Izumi       | Youma Ozora    | Change Pegasus | Armando Tiraboschi          |
| Hiroko Nishimoto  | Sayaka Nagisa  | Change Mermaid | Neuza Azevedo               |
| Mai Oishi         | Mai Tsubasa    | Change Fênix   | Márcia Gomes                |

- Hiryuu Tsurugi (剣飛竜, Tsurugi Hiryū) / Change Dragon (チェンジドラゴン, Chenji Doragon): da tropa aérea dos defensores, é o líder da equipe. Também é ex-jogador de beisebol, sendo conhecido no mundo esportivo como o lançador da "Dragonball" ('Bola Dragão' no Brasil. No episódio 09, chega a usar esta técnica para arremessar uma bola de beisebol com explosivos, derrotando a fera espacial Oz). Nas horas mais desesperadoras sempre incentiva seus companheiros a nunca desistirem de lutar. Seus ataques são o Dragon Kick, Dragon Attack e a Dragon Force. É um homem frio e um tanto amargurado, mas luta com fervor. Em japonês, Tsurugi significa "espada" e Hiryū é "dragão voador".
- Shou Hayate (疾風翔, Hayate Shō) / Change Griffon (チェンジグリフォン, Chenji Gurifon): da tropa do comando florestal, Hayate é o galã da equipe. Mulherengo, sempre estava tentando cantar alguma garota da equipe ou as cientistas. Tinha um estilo "bad boy", trajando uma jaqueta de couro. Está sempre com um pente na mão, arremessando-o de modo jocoso nos seres espaciais. Tem como ataques o Griphon Attack e o Griphon Magma Claws (Grifon Garra Magma). Foi o mais popular entre os personagens e tinha como marca registrada sempre pentear o cabelo antes de uma luta. Hayate significa "vento forte" e Shō é "conhecimento".
- Yuma Ozora (大空勇馬, Ōzora Yūma) / Change Pegasus (チェンジペガサス, Chenji Pegasasu) - da força defensora da Terra, é o comediante da equipe. Guloso, infantil e desafinado e ele consegue derrotar um monstro apenas cantando com um garoto (Atirei o Pau no Gato). Salva um cavalo que ia ser sacrificado e o chama de Pégaso. Durante a batalha, seu novo amigo se sacrifica pelos seus companheiros. É mestre em explosivos. Seus ataques são o Pegasus Attack e Pegasus Lightning Energy. Ōzora significa "grande céu" e Yūma é "cavalo valente".
- Sayaka Nagisa (渚さやか, Nagisa Sayaka) / Change Mermaid (チェンジマーメイド, Chenji Māmeido) - da operação de ataque, é a cientista da equipe. Ela é o "meio-termo" do time, tendo um jeito maternal e equilibrado senso de dever. Até hoje, é tida como "a musa" da equipe, com roupas justas e curtas. Sua melhor amiga é Mai, adora Tsurugi e tem como ataques o Mermaid Attack, Mermaid Big Wave, Mermaid Energia Gama Ultra-Vento e Super Looping (com Mai). Nagisa significa "praia".
- Mai Tsubasa (翼麻衣, Tsubasa Mai) / Change Fênix (チェンジフェニックス, Chenji Fenikkusu) - da tropa de espionagem, é a esquentadinha da equipe. É uma motoqueira invocada, odeia levar desaforo para casa, mesmo quando é chamada de gatinha, carinhosamente chamada e também é mestra em disfarces. Sua melhor amiga é Sayaka e seus ataques são o Phoenix Attack, Phoenix Flaming (Fênix Fogo) e Super Looping (com Sayaka). Tsubasa significa "asa".

### Aliados
- Yui Ibuki (ユイ・イブキ, Yui Ibuki) / Sargento Ibuki (伊吹長官, Ibuki Chōkan, lit. Comandante Ibuki)  - líder do Esquadrão Relâmpago e membro da Organização Mundial dos Defensores da Terra, demonstrava com frequência conhecimento sobre povos, equipamentos e lendas de outros planetas, e estranhamente nunca foi questionado a respeito da fonte de tanto conhecimento. A resposta para esse enigma veio no episódio A Vingança de Ahames: Ibuki é na verdade um extraterrestre nativo do planeta Heath, ou seja, ele é heatheano, e que escapou da destruição de seu mundo por Bazoo, sendo o único sobrevivente. Seu nome verdadeiro é Yui Ibuki, e tem a pele roxa, cabeça pontuda e olhos amarelos sem pupilas (tudo escondido por um disfarce, que a série não revela se é holograma ou metamorfose). Na Terra passou a treinar o grupo antes de se transformarem nos Changeman. É durão, mas sempre que o grupo passava dificuldades era ele que os incentivava a não desistir de lutar.
- Nana (ep. 13-14, 32-33, 42-43, 51-55) - nativa do Planeta Tecnolíquel (Rigeru, no original), Nana detém uma inteligência fora do comum. Aparece pela primeira vez ainda criança no episódio 13 e foi utilizada pelo Doutor Kumasawa (um cientista terráqueo que havia se aliado a Bazoo). Depois é salva pelos Changeman e por conta de sua Aura Energética (Aura Rigeru, no original) passa a ser perseguida por Giluke e Ahames. Por ser nativa do planeta Tecnolíquel, tem infância curta, ficando adolescente em questão de segundos no episódio 33, em que Giluke é destruído pelos Changeman. Durante a série, foi bastante apegada a Tsuruji.
- Zôle (ep. 27, 47, 49-55) - a esposa de Gaata. Aparece pela 1ª vez no ep. 27, "O Sonho da Família Gaata". No episódio 51, "A Mensagem de Nana", Zoli não tinha como esconder que esperava o segundo filho com Gaata, uma vez que estava em trabalho de parto. Sendo assim, pede a Nana, que encontrara ela e Wallage em uma igreja na cidade de Midori, que avisasse sobre isso ao Gaata. Foi o milagre do nascimento desse filho - uma menina, batizada de Cooler - que salvou-os de um terremoto provocado pela criação de ovos do dragão Yangueran, e que fez com que Gaata virasse desertor de Gôzma e aliado dos Changeman até o final.
- Wallage (27, 47, 49-55) - o filho de Gaata.

Nota: Nos episódios finais da trama unem-se ao grupo o trio Gaata, Shima (então liberta da maldição que a prendia a Gozma) e Gyodai.

### Inimigos
Cada componente do exército de Gozma vem de um planeta diferente, e se uniu ao grupo por um motivo particular. Neste seriado, a palavra "estrela" é usada como sinônimo de "planeta". Na realidade, a palavra "hoshi" possui ambos os significados. Não existe uma grande diferenciação, no japonês, entre planeta e estrela (em tradução correta, teríamos a palavra "astro").
- Senhor Bazoo (ep.01-55): Líder da estrela Gozma, é um ciborgue gigante, sem braços e sem pernas, que viajava livremente pelo Universo, e se materializava quando queria, vindo de local desconhecido. Na verdade, Bazoo é um holograma (ou uma projeção mental) da referida estrela, que não era um planeta, e sim um gigantesco corpo vital do tamanho de um planeta (o que só é descoberto ao final da série). Durante muitas décadas, Bazoo conquistou várias estrelas e planetas ao redor do universo. No último episódio, o próprio Bazoo explicou que viajava pelo Universo ingerindo corpo vital, ou seja, os planetas que conquistava. É claramente inspirado no vilão da Marvel Ego, o Planeta Vivo.
- Comandante Giluke (ep.01-33,38-54): Comandante da nave Gozma e originário da estrela Giraz. Giluke, que antes havia conspirado com Ahames para destruir Bazoo, passou a trabalhar para o vilão em troca da reconstrução de seu mundo. Passou a maior parte dos episódios dentro da Nave Gôzma e teve sua primeira batalha contra os Changeman no episódio 20. É derrotado pelos Changeman no meio da série e mandado para o Cemitério Espacial por Bazoo (Episódio 33). Giluke une seu espírito ao de um Monstro Espacial moribundo e consegue escapar na forma de Monstro Fantasma. Ao se banhar na segunda Aura Energética emitida por Nana (que era bem mais poderosa que a primeira), torna-se Super Giluke (Episódio 43), um ser frio que utiliza os antigos companheiros e os transforma em monstros forçadamente (Buba consegue escapar de ser transformado; Shima, Ahames e Yangueran são transformados). No fim, ao ser ferido por Change Dragon, sem escapatória, ele se transforma no Monstro Espacial Giraz, até ser derrotado definitivamente pelos Changeman, que o explodem com a bazuca.
- Rainha Ahames (ep.17-53): Rainha da estrela Amazo, que fora arrasada por Bazoo, também colabora com Gôzma pela reconstrução de seu mundo. Banha-se na primeira emissão da Aura Energética de Nana e passa a ter novos poderes. Costumava agir por sua conta e risco, postura alterada quando alçada ao patamar de nova comandante de Gozma. Possui um dragão de duas cabeças chamado Yangueran. Ahames rivaliza com Giluke pelas atenções de Bazoo. Acaba transformada no monstro Mezu por Super Giluke, sendo finalmente vencida de uma vez por todas após sacrificar sua vida para destruir a base dos Changeman.
- Pirata Espacial Buba (ep.01-52): Comandante de campo mais ativo que os demais no combate pela conquista do Planeta Terra, ele está um pirata espacial de origem desconhecida. Anteriormente ele tinha um grupo de piratas espaciais ao seu comando, mas durante a série não fica claro porque ele perdeu os seus companheiros de pirataria. Aparentemente, uniu-se ao Gozma por ameaças de destruição pelo senhor Bazoo. Tem como armas a Foice Buldobas e a Espada Vital (que mais parece uma chave de boca prateada). Após libertar Shima da influência negra de Gozma, ele enfrenta Change Dragon numa batalha dramática e acaba derrotado.
- Princesa Shima (ep.01-55): Comandante de campo, ela está nativa da estrela Aman (a qual foi arrasada por Bazoo, mas a série não deixa claro), trabalha para o exército Gozma em troca da restauração de seu planeta. Criada pela Monstra Espacial Wuba, tem voz masculina por conta de um feitiço, o qual é quebrado por Buba no episódio intitulado (A Morte de Buba) com o golpe "Espada Vital". Com isso, ela volta a ter uma voz normal de mulher. Após isso ela passa a lutar ao lado dos Changeman.
- Navegante Gaata/Gator, no original (ep.01-55): Navegador da nave Gozma e oriundo da estrela Nabi, não deixou clara a razão de ter se unido ao exército. É possível que fosse mediante pagamento, já que em dado momento sua mulher Zôle se refere a ele como um "homem mau". No episódio 51, Gaata, após ser avisado por Nana que Zôle estava grávida, e que Bazoo planejava destruir a cidade em que ela estava, trai o vilão para ficar ao lado de sua família e passa a ajudar os Changeman.
- Monstro Gyodai (ep.01-55): Sempre que os monstros de Gozma eram destruídos pela Power Bazuca dos Changeman, Gyodai era invocado. De um olho localizado em sua boca, ele soltava um raio que restaurava os monstros e tornava-os gigantescos (de uma forma similar ao monstro Medusan em Flashman, Okerampa em Maskman e Guardnoid Gash em Liveman). Gyodai era um animal espacial irracional - tanto que só sabia falar o próprio nome e gemer de dor quando usava seu poder para reviver os monstros vencidos - e fiel a seus donos mesmo quando sofria maus tratos(no caso, somente por Gaata). No último episódio, ao ser abandonado por Bazoo na nave Gozma prestes a explodir, é resgatado pelos Changeman, afeiçoando-se a eles e até salvando suas vidas.
- Monstros Espaciais (ep.01-54): Alienígenas que prestam serviços ao Império Gozma por vontade própria ou mediante alguma coação ou embuste. Após serem destruídos pelos Changeman, eram ressuscitados por Gyodai e se tornavam seres gigantescos e extremamente violentos. Em alguns episódios foram definidos pela dublagem brasileira como "feras espaciais". O que mais se aproximou em destruir os Changeman foi o monstro espacial Ross da estrela Rara só que um descuido de Gaata terminou revelando o seu principal truque.
- Mulheres Vampiras (ep.08): Aparecem apenas no episódio intitulado (As Mulheres Vampiras) na verdade elas são mulheres transformadas pela Fera Espacial Drácula, assim que os Changeman derrotam o Drácula, elas retornam ao normal.
- Seres Bamba (ep.12): Aparecem somente no episódio intitulado (Mermaid Se Torna Mãe) na verdade elas são as mães humanas transformadas pelo Monstro Espacial Bamba, sob o comando de Shima elas atacam os Changeman, mas eles conseguem interromper esse disfarce do monstro, elas voltam ao normal.
- Doutor Kamasawa (ep.13-14): Cientista que foi aliado de Gozma, para fazer experimentos em Gyodai, utilizando a inteligência de Nana. Termina sendo morto por um dos Lagartos que Gyodai transformou em monstros.
- Monstro Pirani (ep.20): Foram trazidos pelo monstro espacial Shila, apareceram somente no episódio (A Revanche de Giluke) e foram derrotados pelos Changeman.
- Pirata Espacial Hawker (ep.29 e 48): Companheiro de Buba, aparece no episódio intitulado (Borboleta Dourada) e depois reaparece numa cena de Flash Back no episódio intitulado (A Paixão de Buba), juntos travam um embate contra os Changeman, ele é apaixonado pela Rainha Ahames.
- Fantasmas do Baseball (ep.38): Aparecendo apenas no episódio intitulado (O Espectro do Baseball), eles são jovens que tinham o sonho de competir com Hiryuu Tsurugi o Change Dragon, mas deixaram esse mundo sem realizar esse sonho, sendo trazidos de volta a Terra pelo Monstro Espacial Dolon cujo poder ressuscita espíritos ressentidos para atacar os Changeman, mas finalmente eles conseguem participar de uma partida de Basebol com ele, por fim volta ao plano astral.
- Samurai 1 e 2 (ep.39): Foram trazidos pelo monstro espacial Damus, apareceram somente no episódio (Jogo do Medo) e foram derrotados pelos Changeman.
- Príncipe Ícaro (ep.41): Tem sua aparição apenas no episódio intitulado (O Príncipe das Estrelas) ele é filho adotivo de Bazoo, era tão cruel e perverso como seu pai, pelo fato de querer restaurar a sua estrela: Eagles. Ele se apaixona por Sayaka e termina sendo morto pelo próprio pai.
- Fantasmas Brancos (ep.42): Aparecem apenas no episódio intitulado (A Garota do Uniforme Escolar) são eles seis fantasmas auxiliares de Giluke em estado de Alma Penada, ele os convoca para fazer emergir a aura energética de Nana.
- Vaga-lumes Espaciais (ep.43): Aparecem somente no episódio intitulado (Super Giluke) são eles os formadores do Monstro Espacial Gordon, porém são derrotados pelos Changeman.
- Pirata Espacial Jill (ep.48): Durante muito tempo foi companheira e apaixonada por Buba, participava de suas pilhagens pelo espaço. Aparece apenas no episódio intitulado (A Paixão de Buba), morrendo após confrontar Super Giluke.
- Pirata Espacial Brutus (ep.48): Aparece somente no episódio intitulado (A Paixão de Buba) ele assim como Hawker era um companheiro subordinado de Buba e Jill nas atividades de Pirataria Espacial, porém nesse episódio Brutus traí Buba e Jill juntando-se ao Super Giluke, após isso ele enfrenta os Changeman e é derrotado.
- Soldados Hidler (ep.01-55): Soldados de Gozma que nascem de ovos, com pele azul e cabelos loiros não sabendo falar. Possuem a força de um ser humano normal e em regra são facilmente derrotados pelos Changeman, exceto nos episódios onde ou seu nível de poder foi elevado (como naqueles onde a Rainha Ahames fez sua aparição ou no último episódio na batalha no Planeta Gozma) ou quando os heróis se viam extenuados (vide o confronto com Delycal).
- Dragão Espacial Yangueran (ep.32-50): Era um dragão espacial de Ahames que, possuía duas cabeças uma que cuspia fogo e a outra gás congelante também possuía um enorme par de asas que em combates as usava para provocar fortes ventanias, no episódio 50 foi dividido em dois monstros espacias Yang com poderes congelantes e Gueran com ataques de fogo, por intermédio do poder do Senhor Bazoo, ambos podiam lutar separadamente mas juntos podiam se fundir momentaneamente em Yangueran.
- Monstros Espaciais Giza, Jella e Savoo (ep.32-36): Servos de Ahames que juntamente com Yangueran surgiram logo após Ahames ser banhada pela Aura Energética de Nana. Foram mortos um a um.

Nota: Alguns vilões serviam a Bazoo por medo, pois o objetivo deles era apenas de reconstruir seus planetas e estrelas que estavam devastados pela guerra espacial promovida pelo Império Gozma, mas depois de se libertarem da tirania de Bazoo, passam a lutar ao lado dos Changeman. Além de Hawker, pelo menos outros 5 monstros não mereciam o fim que tiveram: Pikarla (que só queria reconstruir seu planeta); Tarô/Demos (foi forçado a lutar em favor de Bazoo para que este não destruísse seu planeta natal Atlanta); Wuba (que foi como uma mãe para Shima); Pain (que foi feito prisioneiro por Bazoo e obrigado a servi-lo) e Dólar (criado de Ícaro e pela maneira que brincava com ele quando era criança, não era um mau sujeito).

### Outros
- Koko e Kiki (ep.11) - duas amigas extraterrestres que tiveram seu planeta destruído por Bazoo e pousam sua nave na Terra.
- Sakurá (ep. 16 e 55) - Um anjo sobrevivente do planeta Merill. Foi alvo da paixão de Hayate.
- Cooler (ep. 32-34) - Dragão de estimação de Nana. Morre tentando ajudar os Changemans.
- Ayra (ep. 45) - Vinda de outro planeta junto com o monstro Daroz, era amiga de infância de Tsurugi. Foi interpretada pela atriz Yoko Nakamura que, no ano seguinte, fez a Sara / Yellow Flash em Flashman.

## Armas e Ataques Especiais
- Laser do Bracelete: quando necessário os Changeman utilizam um raio laser disparado de seus braceletes de transformação (Change-Brace no original). Para acioná-lo, eles dizem: 'Disparar laser!' (Brace Laser no original).
- Change Proteck: são as roupas dos Changeman, ao mesmo tempo que se banham na força terrestre,eles também recebem esses trajes, porém,seu uso excessivo prejudica o corpo se ficar num longo período de tempo pois ficam impossibilitados de se alimentarem, beber água, de necessidades fisiológicas e até de dormir.
- Change-Flash (Power Shoot no original): energia no formato do animal lendário disparada do emblema localizado na testa do capacete de cada um dos integrantes. Utilizado nos episódios 24 e 49.
- Change Mermaid / Change Phoenix Super Looping e o Super Change (no episódio 6).
- Change-Fogo (Change Sword no original): cinco pistolas lasers, podendo ser transformadas em Change Espada e Change Escudo para um combate mais corpo a corpo.
- Formação Raio Bumerangue.
- Formação Pentágono (com as pistolas Change-Fogo).
- Formação Defesa Furacão: feito com o Change-Fogo porém com as espadas e escudos.
- Formação de Ataque: é executado juntando as 5 Change-Espadas num só golpe atingindo um único ponto fixo. Foi utilizado apenas no episódio 54.
- Zookas: Dragon Zooka, Griphon Zooka, Pegasus Zooka, Mermaid Zooka e Phoenix Zooka, são as cinco armas mais poderosas de cada Changeman que formam a Power Bazooka que também são utilizadas separadamente geralmente em momentos mais críticos principalmente quando algum Changeman estivesse lutando sozinho.
- Power Bazooka: super canhão poderosíssimo montado com as cinco Zookas de cada Changeman é a arma final com que destruíam os monstros espaciais. Ao comando de Change Dragon Change Mermaid travava a mira no alvo e ao seu sinal Change Dragon abria o compartimento traseiro para colocar a munição e ao gritar "Fogo!" era disparada. Durante o decorrer da série sua munição ia se modificando conforme seu poder aumentava.

## Veículos
- Change Cruiser: utilitário 4x4.
- Auto Changers: motocicletas para cada um dos Changeman.
- Base Shuttle: nave inspirada no design dos ônibus espaciais, transporta os três veículos que formam o Change-Robô. Tem como arma de defesa uma rajada laser disparada de uma antena localizada na parte superior de sua fuselagem.
- Jet Changer 1: avião pilotado por Change Dragon utilizado em ataques contra as naves e os monstros agigantados de Gôzma e também em missões de averiguação. Está armado com mísseis. Na Fusão / Conversão Terrestre forma a cabeça, parte interna do tórax e o abdômen se encaixando ao Heli Changer 2 também forma cintura e a parte superior das pernas do Change Robô se encaixando ao Land Changer 3.
- Heli Changer 2: helicóptero pilotado por Change Griphon e Change Mermaid utilizado em ataques contra as naves e os monstros agigantados de Gôzma e também em missões de averiguação. Também armado com mísseis. Na Fusão / Conversão Terrestre forma os braços e parte externa do tronco do Change Robô se encaixando ao Jet Changer 1. Foi usado sozinho 2 vezes na série.
- Land Changer 3: veículo terrestre pilotado por Change Pegasus e Change Phoenix utilizado em ataques contra as naves e os monstros agigantados de Gôzma e também em missões de averiguação. Também armado com mísseis. Assim como Bull Vulcan do seriado sentai Sun Vulcan, Land Change 3 viaja na Base Shuttle divido em duas parte que só se unem após a saída do Heli Changer 2. Na Fusão / Conversão Terrestre forma as partes inferior das pernas e os pés do Change Robô se encaixando ao Jet Changer 1.

## Robô Gigante
- Change Robô: robô gigante formado pela união dos três veículos Jet Changer 1, Heli Changer 2 e Land Changer 3 ocorrida na Fusão / Conversão Terrestre. Que pode disparar mísseis da barriga, ou atirar com o Change Vulcão que eram dois canhões um em cada ombro, além de lançar lasers dos olhos (chamado de Change-Flash porém este truque era raramente utilizado). Possui também um escudo (usado, no ep. 23 e no segundo filme, em uma técnica de arremesso de escudo chamada apenas de "change-fogo") e a Espada Relâmpago, capaz dos ataques Giro Atômico e Reflexo Relâmpago (usado apenas no episódio 33) e do ataque final Super Thunderbolt. No episódio 50, o Change-Robô utilizou um golpe cujo nome não foi citado que consiste em encaixar o cabo da Espada Relâmpago na parte de cima do Change-Escudo e assim acoplados começam a girar liberando uma intensa energia brilhante que é disparada contra o monstro (golpe semelhante a Defesa Furacão dos Changeman).

## Música
Hironobu Kageyama ficou responsável pela maioria das músicas cantadas da série, incluindo a abertura e o encerramento, lançados originalmente no single Dengeki Sentai Changeman. Ele gravou várias outras músicas para a série, lançadas no álbum Dengeki Sentai Changeman Hit Kyokushuu. Nessas gravações ele foi creditado como KAGE.

## No Brasil
Em Meados da década de 1980, o empresário Toshihiko Egashira da Everest Video, lança Jaspion e Changeman em VHS, em 1988, negocia com a Rede Manchete para exibir as séries no programa Clube da Criança.
A série seria exibida ainda pela Rede Record e CNT e em 2009, a Focus Filmes lançou um box de DVDs da série. Em março de 2020, Changeman passou a ser exibido pela Band aos domingos, junto com Jaspion e Jiraiya, no bloco Mundo Animado.
Vários produtos relacionados as séries foram lançados como LP em português, roupas, brinquedos e até mesmo histórias em quadrinhos.
Os compositores Michael Sullivan e Paulo Massadas criaram a canção Jaspion-Changeman na qual homenageiam o seriado, a música foi lançada em 1989 e cantada pelo grupo Trem da Alegria, no álbum homônimo do grupo, lançado no mesmo ano.
Neste mesmo ano, em um dos episódios de Os Trapalhões, apareceu um figurante como Change Dragon.
Coube a EBAL (Editora Brasil América Latina), lançar no país os primeiros quadrinhos baseados nas séries, produzidas pelo Studio Velpa.
Na década seguinte, a Everest e o Studio Velpa assinaram contrato com a Editora Abril, Changeman passou a ter histórias "O Fantástico Jaspion" e posteriormente na revista Heróis da TV, essas histórias davam sequencia ao fim da série (ao contrário das histórias da EBAL, que adaptavam episódios da série de TV), os autores estabeleceram que Jaspion, Changeman, Maskman e Spielvan (todas pertencentes a Toei Company) existiam no mesmo universo ficcional.
O Studio Velpa também foi responsável pela revista "Change Kids", uma versão infantil do grupo sentai (muito parecido com o Combo Rangers de Fábio Yabu, lançado na década de 2000).
Apesar de vários artistas envolvidos na produção das revistas tivessem influência dos mangás, optou-se pelo estilo dos comics de super-heróis (na época publicados pela Editora Abril).
Enquanto os títulos da EBAL e da Bloch eram publicados no Formato Americano (17 x 26 cm), as revistas da Editora Abril eram publicados no popular formatinho.
Em meados de abril de 1989 foi lançado pela Bloch-Editores o álbum de figurinhas "Jaspion & Changeman" custava NCz$0,30  (Trinta centavos de Cruzados Novos) e as figurinhas eram vendidas por 3 centavos vinham 3 figurinhas no envelope, o sucesso foi tanto que em maio ano o preço subiu para NCz$0,50  (Cinquenta centavos de Cruzados Novos) e as figurinhas para 5 centavos para completar o álbum era necessário 195 figurinhas.
Durante a dublagem brasileira, Tsurugi e Geki, personagem de Os Cavaleiros do Zodíaco, estes era pronunciados com j, até mesmo na versão Gota-Mágica. Segundo na linguagem japonesa, toda palavra que possui e ou i é pronunciada quando o g levar u, embora toda palavra não chegue a ter u. Na redublagem dos cavaleiros, toda palavra agora é pronunciada corretamente.
O animador Jaires Santos criou uma nova série de Jaspion e postou nas redes sociais, como também colocou Spielvan para poder ter uma participação. A série Changeman também estava no planos mesmo com o fim da série ou pretendia colocar a participação desta. A série foi dada como inacabada com um total de 14 episódios. A Toei viu que era uma produção não oficial e decidiu tirar a série do ar, em seu lugar aparece a série Gobetex.[carece de fontes?]
Em 2020, a escola de samba Águias de Ouro expôs o estilo Tokusatsu na passarela para celebrar os 110 anos da imigração japonesa no Brasil, alguns dos seriados representados foram Jaspion, Changeman e National Kid. Durante o desfile apareceram os cosplayers dos Changeman e também dos Soldados Hidler.